# Кхиеу Поннари
Кхиеу Поннари (кхмер. ខៀវ ពណ្ណារី; 3 февраля 1920, Баттамбанг, Французский Индокитай — 1 июля 2003, Пайлин, Камбоджа) — камбоджийский политик и общественный деятель, член Коммунистической партии Кампучии («сестра №1»), бывшая супруга лидера «красных кхмеров» — Пол Пота и сестра Кхиеу Тирит — жены министра иностранных дел Демократической Кампучии — Иенга Сари.
Была одним из организаторов геноцида в Камбодже, жертвами которого по разным оценкам стали от 1,7 до 3 миллионов человек.

## Биография
Кхиеу Поннари родилась в 1920 году в провинции Баттамбанг, примерно на 12 лет раньше своей сестры — Кхиеу Тирит. Их отец был судьёй, он бросил семью в годы Второй мировой войны, и сбежал из Баттамбанга вместе с камбоджийской принцессой. Будучи членом интеллигентной семьи, получила образование в лицее Сисовата. Окончив лицей в 1940 году, стала первой камбоджийской женщиной, получившей степень бакалавра.
В 1949 году вместе со своей младшей сестрой она покинула Камбоджу и уехала в Париж, где занималась изучением кхмерской лингвистики. Там же её сестра вышла замуж за Иенга Сари в 1951 году и изменила своё имя на Иенг Тирит. В 1956 году вышла замуж за Салот Сара (позже известного как Пол Пот), для свадьбы они выбрали 14 июля — День взятия Бастилии. Обе сестры вместе со своими мужьями позже стали известны как «камбоджийская банда четырёх». Поннари вернулась в лицей Сисовата, но теперь уже в качестве преподавателя.
Информации о её партийной деятельности в 1960-е годы не много. Однако известно, что в 1973 году она была секретарём КПК в провинции Кампонгтхом. После государственного переворота 1970 года вместе с мужем бежала в джунгли. Примерно в это время у неё начала развиваться шизофрения: у Поннари появилась навязчивая идея, что вьетнамцы якобы пытаются убить её и её мужа. К моменту захвата красными кхмерами власти в стране психическое состояние Кхиеу Поннари уже не позволяло ей заниматься какой-либо работой, однако с 1976 года она занимала должность председателя Национальной Ассоциации женщин Кампучии, а в 1978 году была представлена как «мать революции красных кхмеров».
Окончательно развелась с Пол Потом в 1979 году[уточнить] после начала вьетнамской интервенции. В 1996 году вместе со своей сестрой и её мужем Кхиеу Поннари получила амнистию от правительства Камбоджи. Ей никогда не сообщали о смерти Пол Пота, она не знала, что он повторно женился в 1985 году и у него были дети от этого брака.
Скончалась от рака 1 июля 2003 в возрасте 83 лет в городе Пайлин.